# Haus der Sehnsucht
Haus der Sehnsucht (OT: Give Us This Day) ist ein in New York spielendes, britisches Sozialdrama von Edward Dmytryk aus dem Jahre 1949.

## Handlung
New York, Anfang der 1920er Jahre: Der italienische Einwanderer Geremio arbeitet als Maurer auf dem Bau. Das karge Einkommen ermöglicht ihm ein von Entbehrungen bestimmtes Leben. Doch es ist Zeit, wie er findet, trotz aller Geldknappheit endlich zu heiraten. Und so fragt er die Nachbarin Kathleen, in die er sich verliebt hat, ob sie sich mit ihm vermählen will. Sie lehnt ab, nicht ohne Hochmut, da er als Maurer zu wenig verdiene. Als ihm sein Kumpel Luigi eines Tages ein Bild der Italienerin Annunziata zeigt, ist es sofort um Geremio geschehen. Er schreibt der jungen Frau, dass er sich in sie verliebt habe und sie heiraten möchte. Annunziata willigt ein -- unter der Voraussetzung, dass er ein kleines Häuschen besitzt.
Zwar spart Geremio schon seit geraumer Zeit, doch reicht sein Geld noch längst nicht für ein eigenes Haus. Und so schwindelt er Annunziata vor, er sei Hausbesitzer, worauf sie aus Italien anreist. Beide heiraten und verbringen drei Flittertage in einem extra von Geremio angemieteten Haus, von dem Annunziata glaubt, dass es sich um Geremios handele. Nach der ersten Enttäuschung sparen nunmehr beide für die gemeinsame Bleibe. Doch bald tritt die Routine in ihr Leben: Rasch wird ein Kind geboren, und dann noch eins und noch eins... Die Wirtschaftskrise infolge des Börsencrashs von 1929 lässt die Träume vom eigenen Häuschen rasch zerplatzen, und am Ende verliert Geremio auch noch vorübergehend seine Arbeit.
Um die Familie zu ernähren, ist er jetzt sogar bereit, einen sehr gefährlichen Job anzunehmen, dem ihn sein früherer Vorarbeiter Murdin anbietet. Die Zweifel, die er hat, werden von der absoluten Notwendigkeit, endlich Geld zu verdienen, weggewischt. Er überredet seinen Kumpel Luigi und noch drei Kollegen, mit denen er stets auf dem Bau war, mit ihm zu kommen. Es passiert was kommen musste: Luigi wird infolge eines Arbeitsunfalls schwer verletzt und bleibt verkrüppelt zurück. Geremio beginnt seine Schuldgefühle im Alkohol zu ertränken und bandelt auch wieder mit Kathleen an. Doch dann besinnt er sich schließlich und will die anderen Arbeiter vor den miserablen Sicherheitsbedingungen auf der Baustelle warnen. Doch plötzlich gibt der Grund, auf dem er steht, nach, und Geremio fällt in eine Betonwanne und versinkt. Er versucht sich noch mit letzter Kraft zu retten und breitet dabei seine Arme aus, sodass er wie Christus am Kreuz erscheint.
Annunziata erhält nach einer Anhörung als Entschädigung von der Versicherung 1000 Dollar. Verzweifelt fragt sie den ihr beistehenden Priester „Was ist ein Menschenleben wert?“. Jetzt, als Witwe, könnte sie sich nach neun Jahren harten Sparens mit diesem Betrag endlich das lang ersehnte Häuschen leisten…

## Kritiken
Die moderne Filmkritik fand nahezu durchgehend lobende Wort für den Film, der aufgrund seiner sozialkritischen Aussage und seinen starken Zweifeln am „American Dream“ von einigen zeitgenössischen Kritikern in den USA damals als „sozialistisch“ und „marxistisch“ gegeißelt wurde. Eine der wortführenden Kritikerinnen, die Kolumnistin Hedda Hopper, griff Regisseur Edward Dmytryk wiederholt persönlich an.
Reclams Filmführer befand: „Dmytryks bester Film. Hier wird das Milieu der italienischen Arbeiter in New York präzise und realistisch geschildert -- die primitiven Wohnungen, die Hinterhöfe, die schmutzigen Straßen. Dmytryk macht ganz unpathetisch deutlich, wie die ständige Sorge um den Arbeitsplatz und den Lebensunterhalt ein Leben verschleißen kann, wie eine glückliche Ehe durch die Sorgen des Alltags allmählich deformiert wird.“
Das Lexikon des Internationalen Films konstatierte: „Erschütterndes Drama mit präziser Milieuzeichnung. Die Aufrichtigkeit des sozialen Engagements entschädigt für formale Unzulänglichkeiten.“
Das große Personenlexikon des Films nannte Haus der Sehnsucht eine „hervorragende[n] Sozial- und Milieustudie“.
Lediglich Halliwell‘s Film Guide mäkelte: „An unconvincing, self-pitying wallow, a very curious enterprise for a British studio“.

## Hintergrund
Regisseur Edward Dmytryk wich Ende der 40er Jahre für zwei Filme nach Großbritannien aus, als er in seiner Heimat aufgrund seiner zeitweiligen Weigerung, mit dem Komitee für unamerikanische Umtriebe zu kooperieren und Namen mutmaßlicher Kommunisten in Hollywood zu nennen, de facto boykottiert worden war. Auch sein Hauptdarsteller Sam Wanamaker stand auf der schwarzen Liste und ging aus selbigem Grunde nach England. Drehbuchautor Ben Barzman war der Dritte des Filmteams, der die USA auf der Flucht vor McCarthys antikommunistischen „Hexenjägern“ in Richtung Europa verlassen hatte.
Die Uraufführung fand am 14. Oktober 1949 in London statt. In der Bundesrepublik Deutschland wurde Haus der Sehnsucht erstmals am 21. Juli 1950 erstmals gezeigt.
Dem Film lag die Erzählung Christ in Concrete von Pietro di Donato zugrunde.
Die Produktionskosten lagen bei rund 500.000 US-Dollar.
Die Filmbauten entwarf Alex Vetchinsky.